# Abtei Scourmont
Die Abtei Scourmont (lat. Abbatia Beatae Mariae de Succurmonte; französisch Abbaye Notre-Dame de Scourmont) ist ein belgisches Trappistenkloster in der Nähe der Stadt Chimay.

## Geschichte

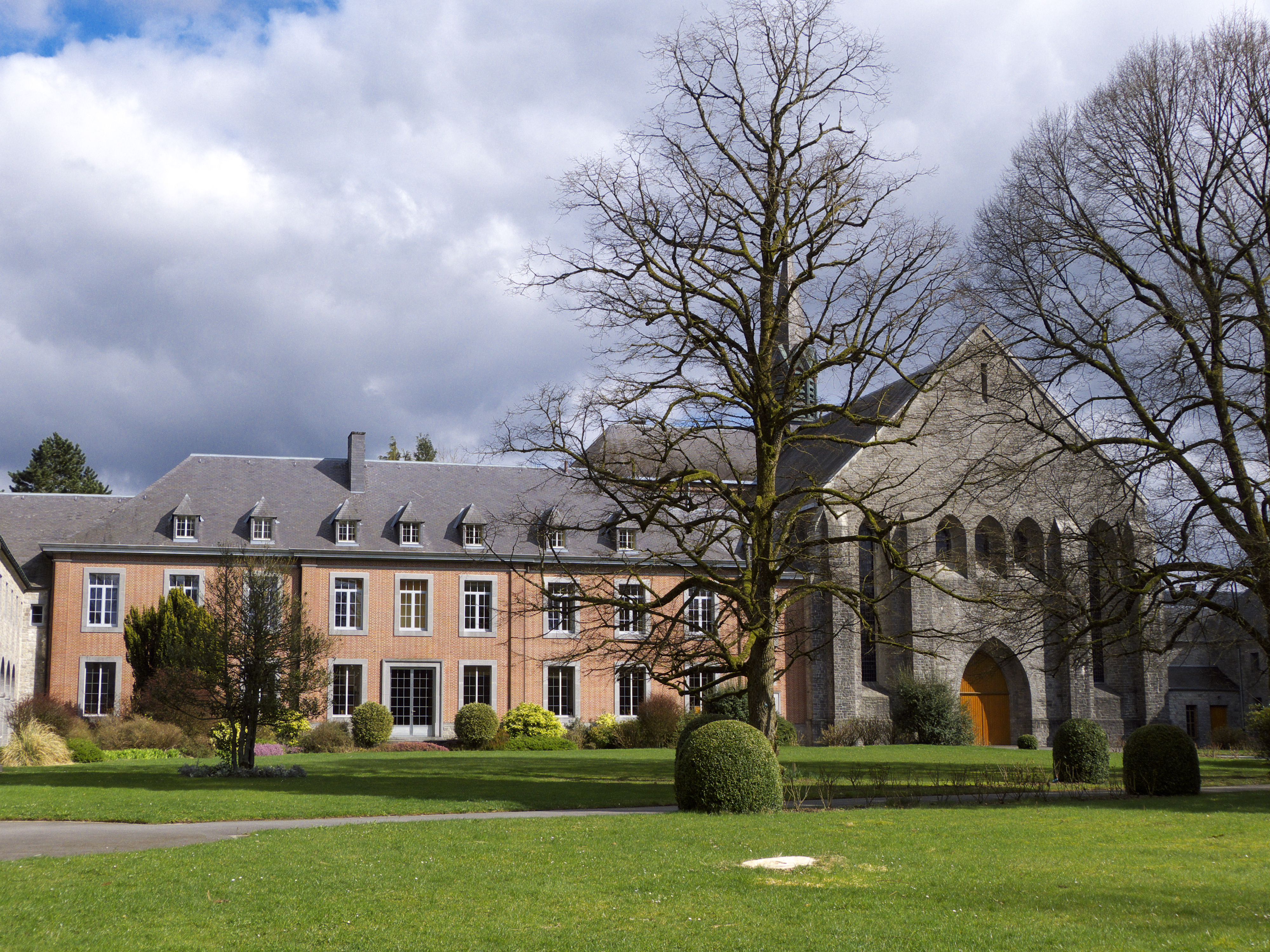
Abteibau und Abteikirche

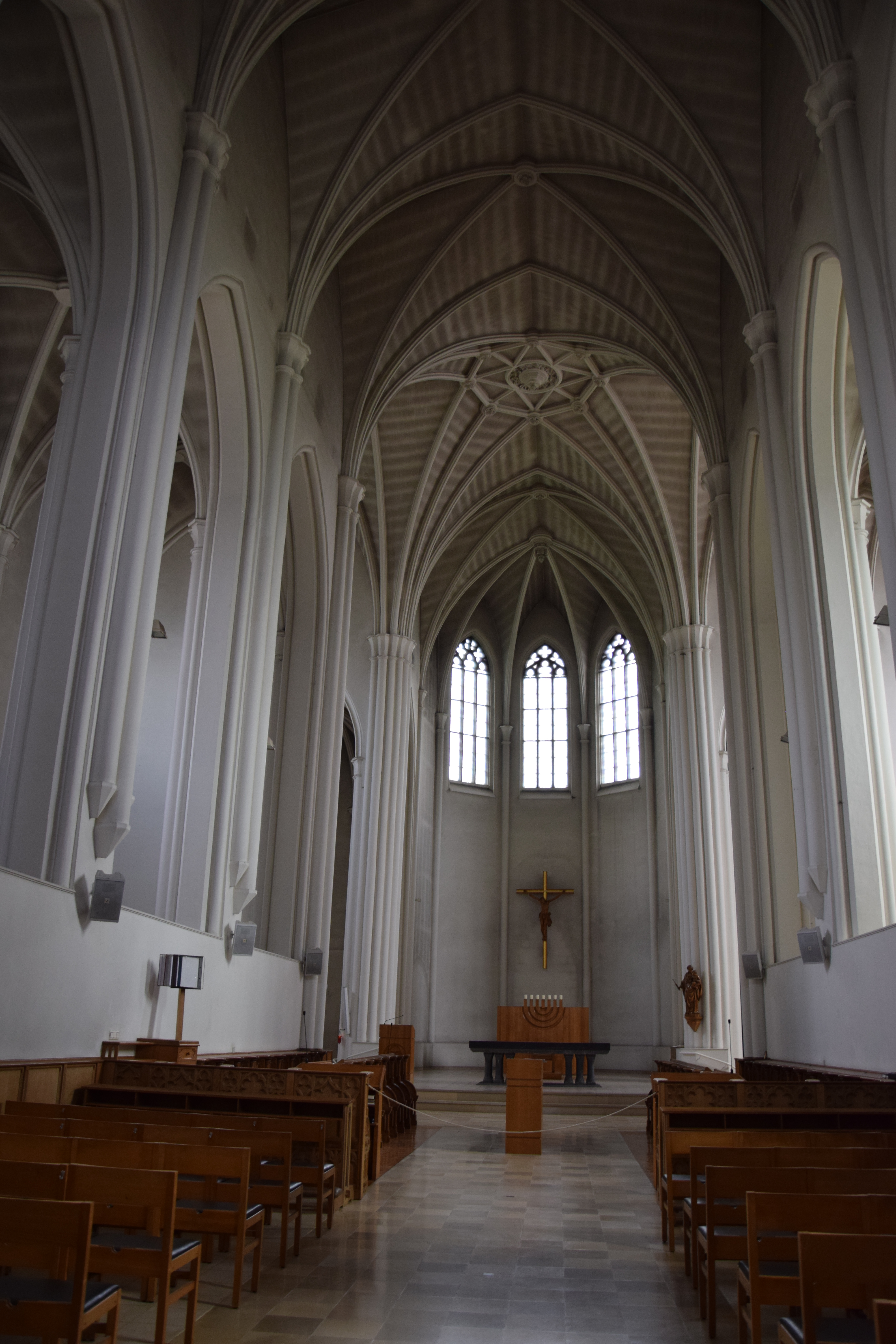
Chor der Abteikirche

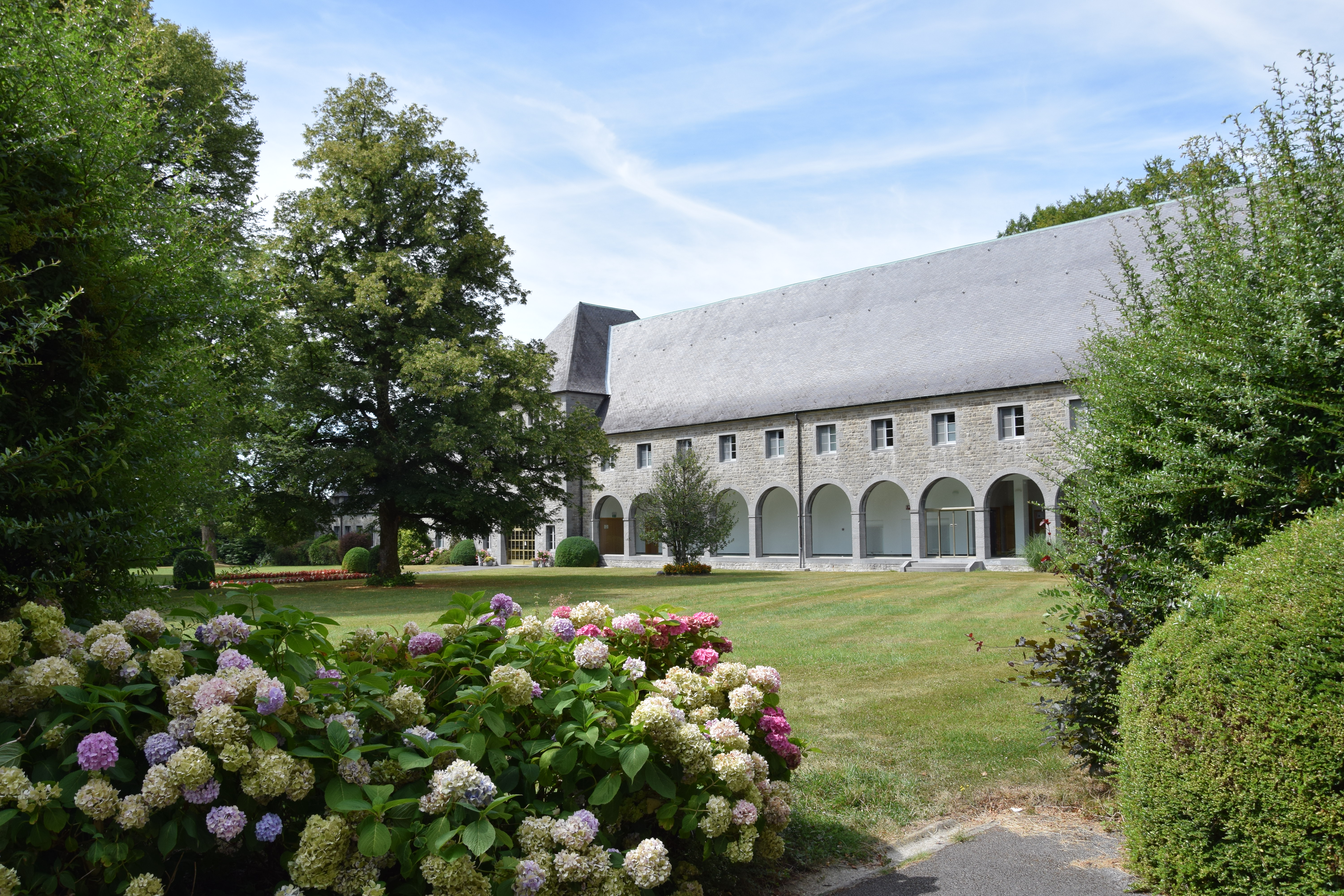
Öffentlicher Klosterpark

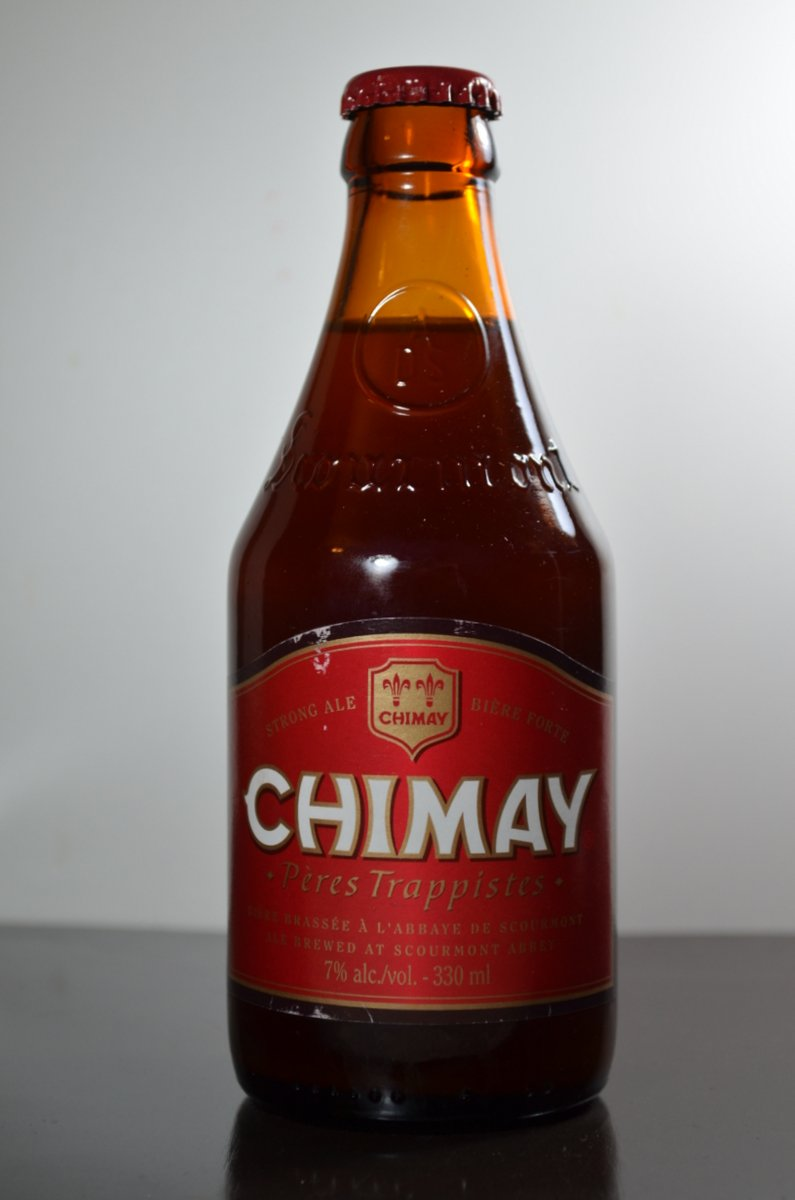
Chimay – das Bier der Mönche von Scourmont

Trappistenmönche aus der Abtei Sankt Sixtus Westvleteren in Vleteren gründeten 1850 das durch Landschenkung von Fürst Joseph de Riquet de Caraman (1808–1886) ermöglichte Priorat Scourmont (nach: secours-mont = Maria Hilfe Berg), das 1871 in den Rang einer Abtei erhoben wurde. Seit 1860 verbindet sich mit der Abtei ein von den Mönchen gebrautes Trappistenbier unter dem Namen Chimay, sowie die Käsemarke Abbaye de Chimay. Berühmte Mönche waren Joseph-Marie Canivez und Anselme Dimier. Von Scourmont gingen folgende Gründungen aus:
- Trappistenabtei Caldey, auf Caldey Island, Wales (1928 bis heute)
- Trappistenkloster Mokoto, 90 km nördlich von Goma, zuerst Demokratische Republik Kongo, heute Ruanda (1954 bis heute)

Scourmont ist zudem Mutterkloster folgender Frauenklöster:
- Trappistinnenabtei Chimay, Abtei Notre-Dame de la Paix in Chimay, Belgien
- Trappistinnenabtei Soleilmont in Fleurus, Belgien (1972)
  - Ananda Matha Ashram in Makkiyad, dann Kunnambetta, Wayanad, Kerala, Indien (Gründung von Soleilmont, 1995)
- Abtei Notre-Dame de La Clarté-Dieu in Murhesa, Bukavu, Demokratische Republik Kongo (1963)
- Kibungo, Ruanda (2002)

## Obere, Prioren und Äbte
- François Decroix, Superior 1850–1859
- Hyacinthe Bouteca, Titularprior 1859–1871, Abt 1871–1890
- Godefroid Bouillon, Apostolischer Administrator 1890–1893; Abt 1893–1901
- Norbert Sauvage, Abt 1902–1913
- Anselme Le Bail, Abt 1913–1949
- Guerric Baudet, Apostolischer Administrator 1949–1956, Abt 1956–1988
- Thomas Vilain, Abt 1988–1992
- Gérard van Gheluwe, Superior ad nutum 1992, Abt 1992–1996
- Ambrose Southey, Superior ad nutum 1996–1998
- Armand Veilleux, Superior ad nutum 1998–1999, Abt 1999–2017
- Damien Debaisieux, Abt seit 2017